# 天険親不知線
天険親不知線（てんけんおやしらずせん）は、新潟県糸魚川市の親不知を通る市道である。愛称は「親不知コミュニティロード」。

## 概要

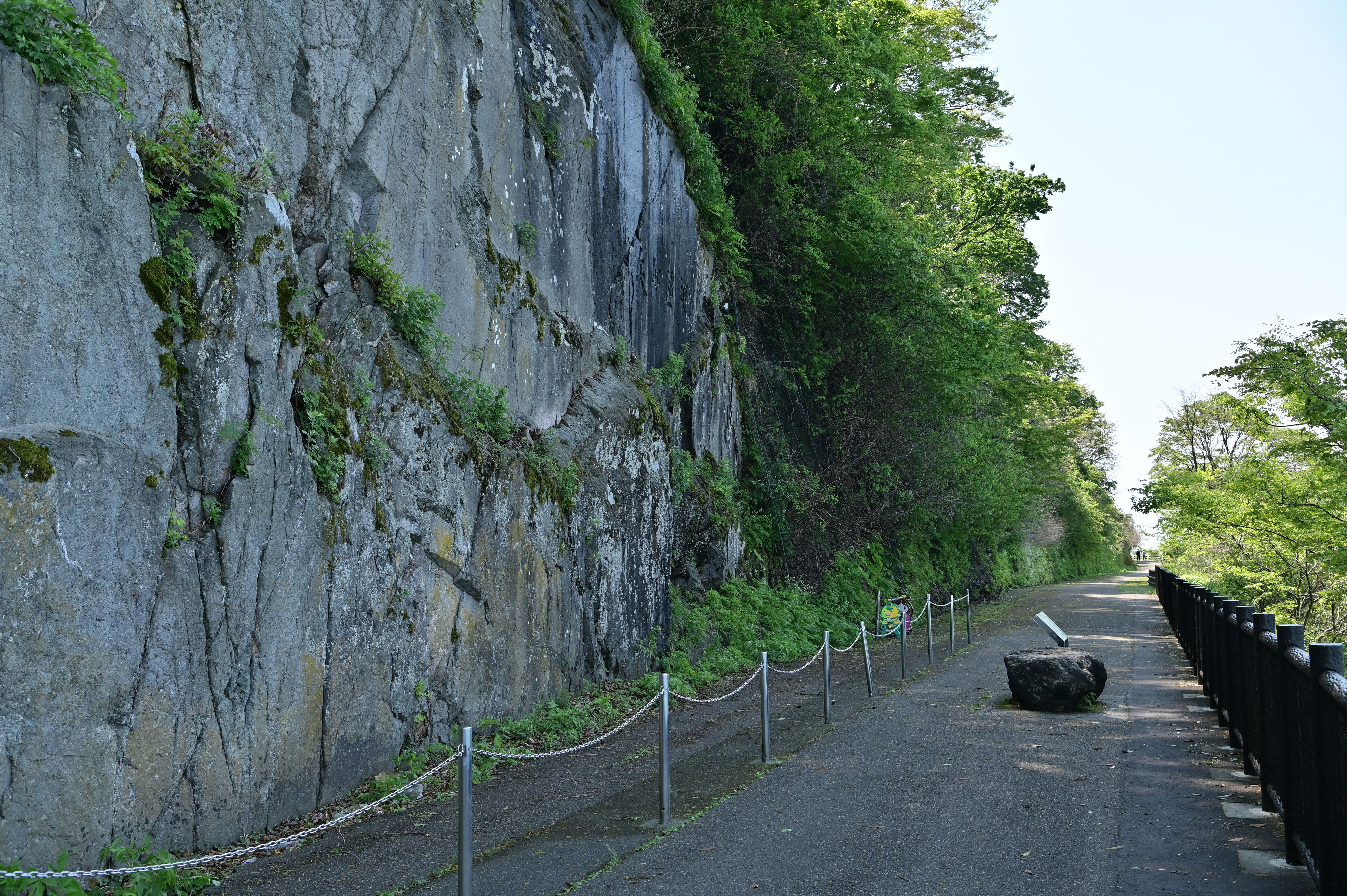
糸魚川市道 天険親不知線〈親不知コミュニティロード〉（2022年5月）

海抜約100mの断崖を開削して拓いた東西1.0kmの道路で、親不知コミュニティロードの愛称が付与されている。国道8号天険トンネルが開通する以前の国道の旧道にあたり、現在は主に観光客向けの遊歩道として利用され、自動車等の通行はできない。天下の険である親不知に、明治時代の先人達が挑んで完成させた道であり、日本の道100選や土木学会選奨土木遺産に選定された。この道路の途中に日本海を一望できる展望台が設置されており、晴天時には佐渡島や能登半島を見ることができる。ウォルター・ウェストンが親不知を訪れたことを機縁として、展望台の脇に座像が設置されており、例年5月、この場所で地元有志による海のウェストン祭が行われている。

## 歴史

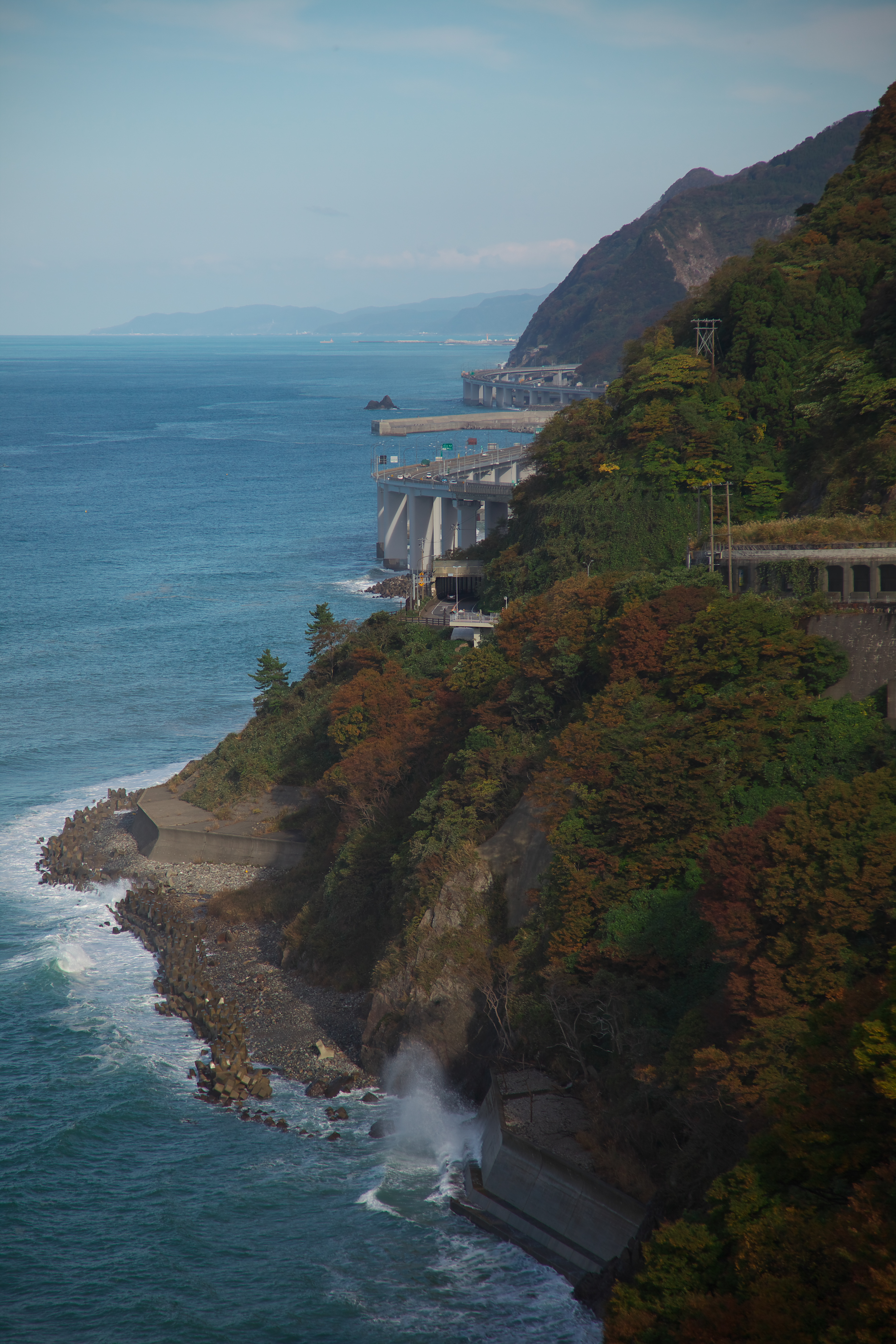
親不知コミュニティロードからの眺め

天険親不知線が開通する前の古人が旅した北陸道は、高波時には危険な海岸線を通るか、山越えの悪路にて通過するしかなかった。
この道路建設に至った契機は、明治天皇の北陸巡幸である。1878年（明治11年）に明治天皇一行が親不知を通ったときに、晴天にもかかわらず安全第一のため海岸線を通るのを避け、山越えの悪路にて通行した。このことから安全な新道建設に向けた運動が盛り上がり、国道開設工事が行われることとなった。その結果、1880年（明治13年）に新潟県会で新道開発の議決がなされ、建設に向けて動き出した。
1882年（明治15年）5月に工事着工し、当初見込み30,000円を上回る69,600円の経費を要し、翌1883年（明治16年）12月1日に国道が完工、12月8日に開通式が行われた。これにより日本海側の東西を結ぶ幹線道路が誕生し、人力車や荷車が往来できるようになった。
この工事は、断崖絶壁を縫って全て人力で行なわれ、苦難を極めたと語り継がれている。その道路完成を記念し、道路の上にある日本海に面した一枚の大岩盤面に、約1メートル角の四大刻字で「如砥如矢（とのごとくやのごとし）」と刻まれた。その意は、「（この道路は）砥石のように平らで、矢のように真っ直ぐである。」と賞賛したもので、現在も残っている。
この後、幾度も改良や災害復旧が続けられたが、戦後の高度経済成長期におけるモータリーゼーションに対応するために、1966年（昭和41年）10月26日、国道8号天険トンネル（延長734m）が完成したことから、翌1967年（昭和42年）より旧・青海町へ移管されて国道から町道天険親不知線となり、以降は観光客の散策道路として利用されている。
平成の大合併以前の糸魚川市の旧自治体の一つであった旧・青海町では、1986年（昭和61年）8月10日の「日本の道100選」の選定を記念して、できる限りこの道路の開設時の姿を保存・保全するとともに、展望台を建設するなど「語らいの道路」として各種施設を整備した。

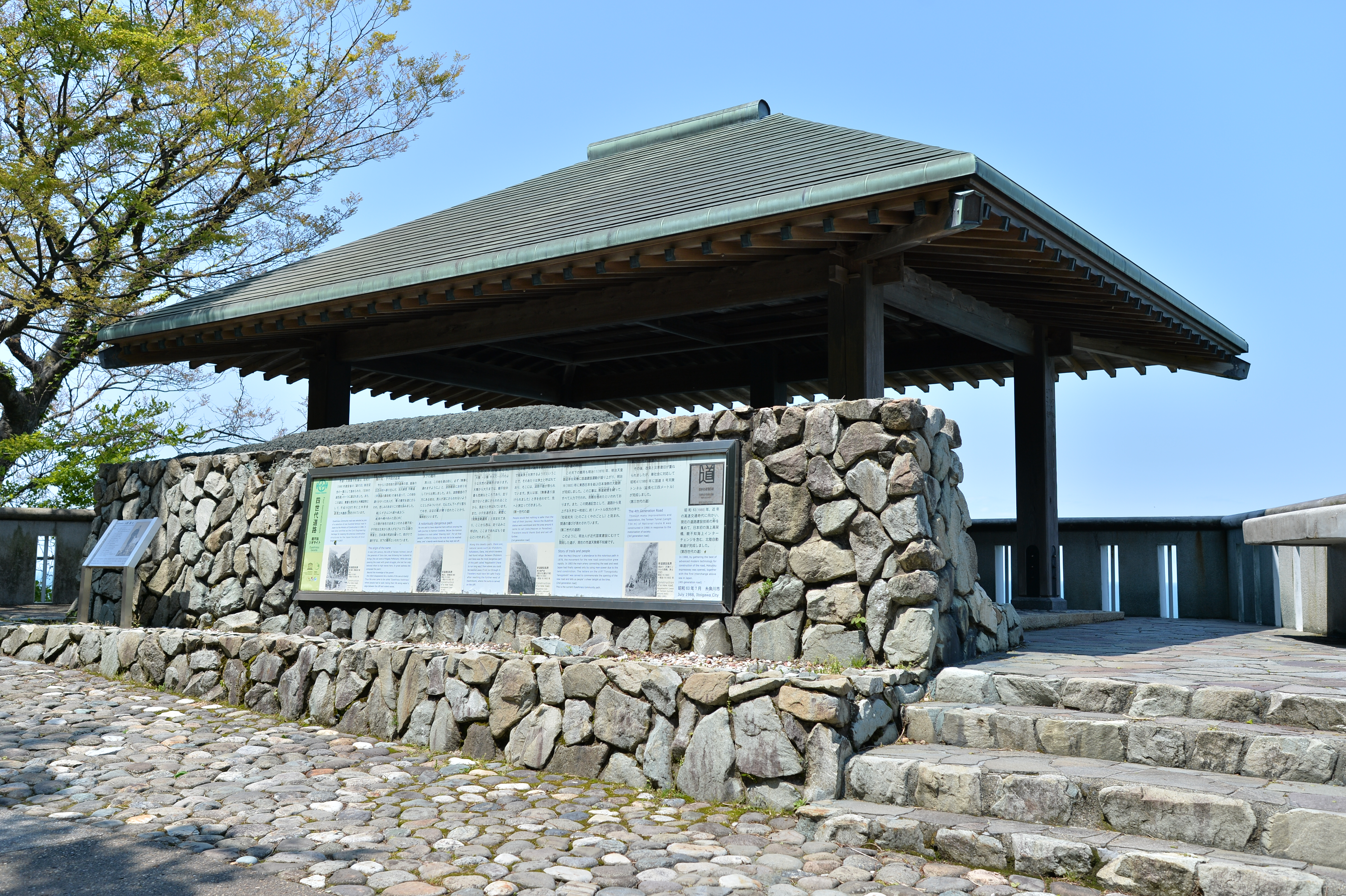
親不知コミュニティロードの東屋（展望台）。「四世代道路」について説明する案内板が掲示されている。
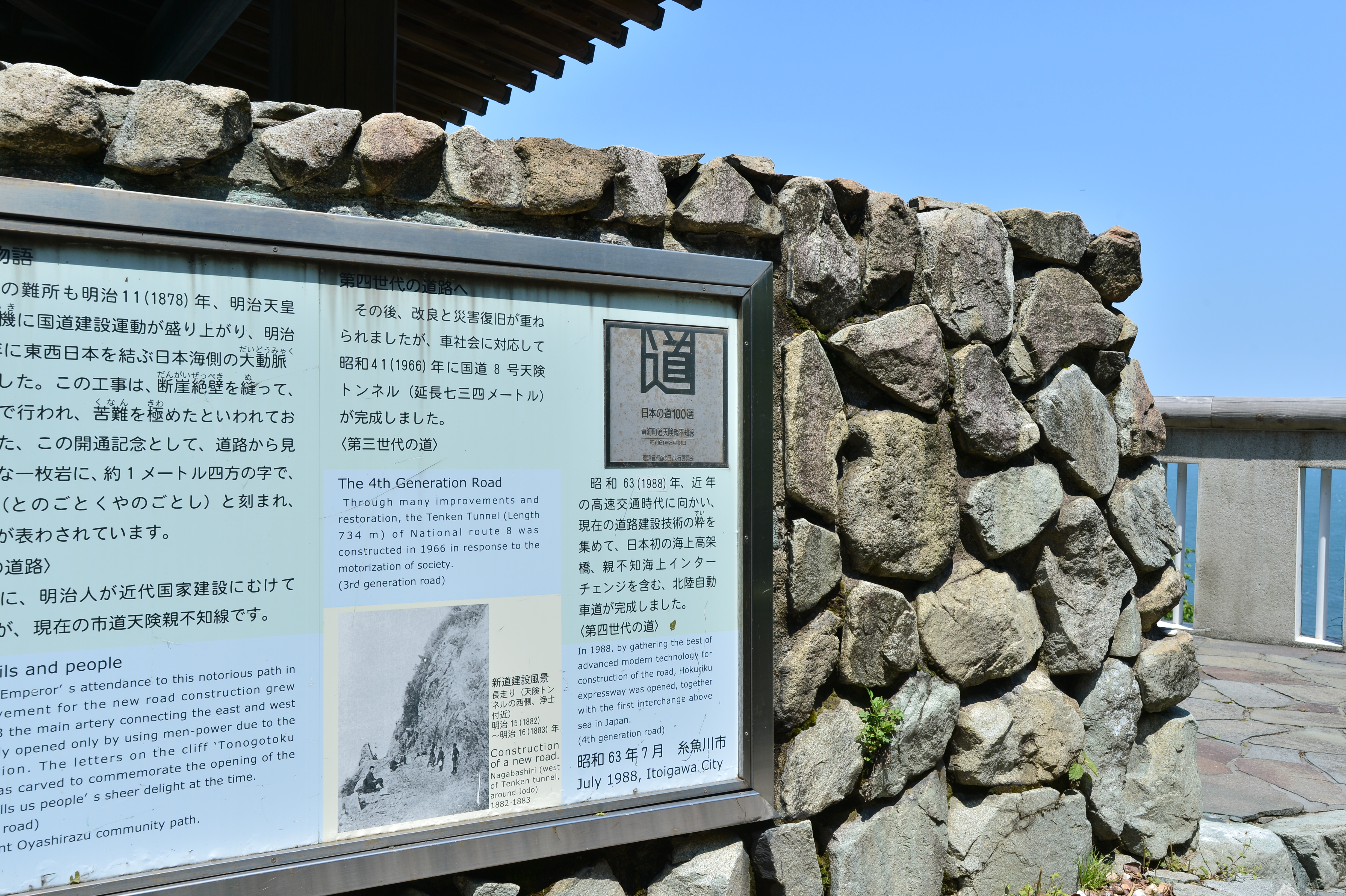
四世代道路の案内板に埋め込まれた「日本の道100選」顕彰碑
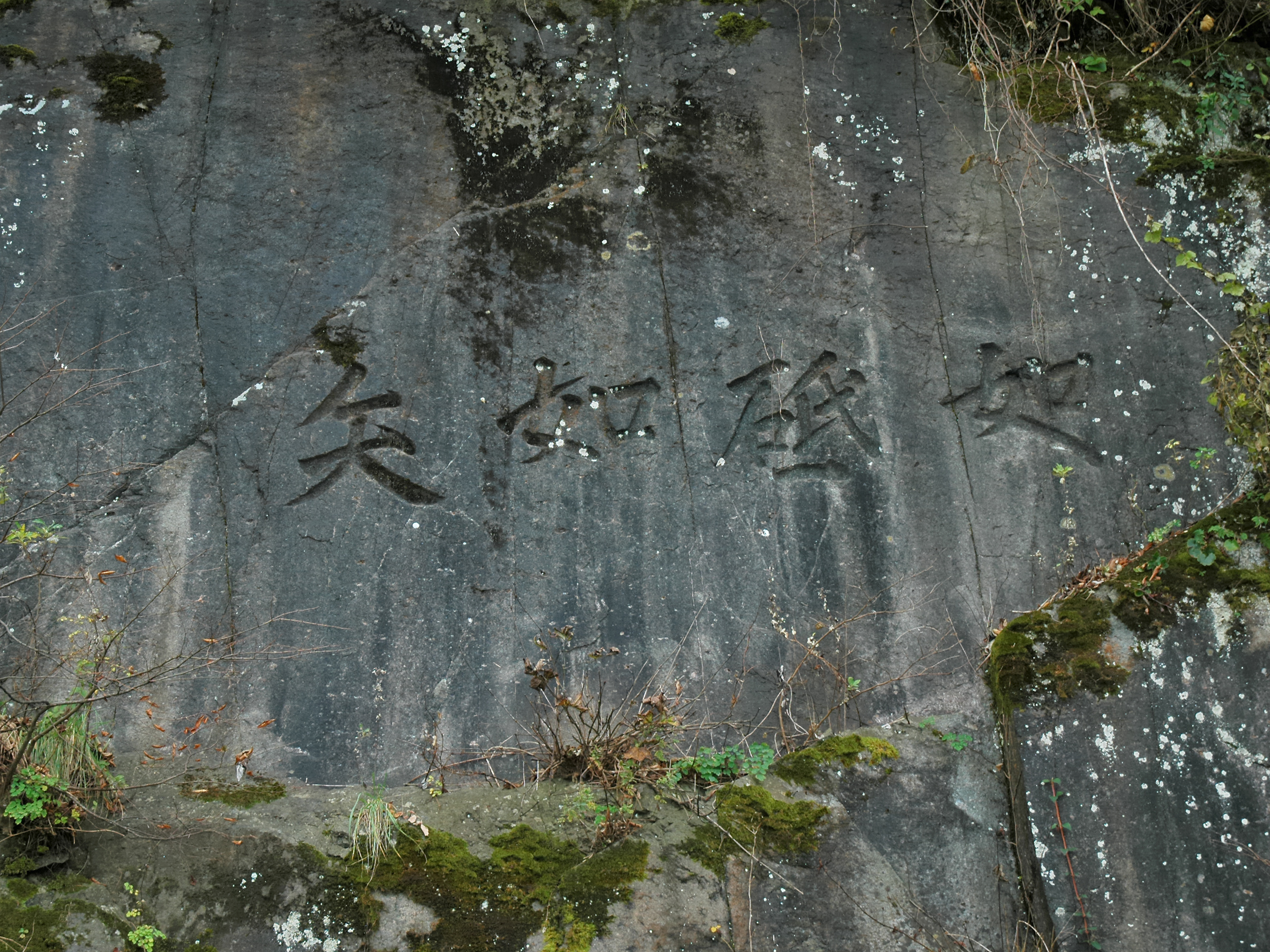
岩盤に刻まれた「如砥如矢」

## 周辺の観光名所

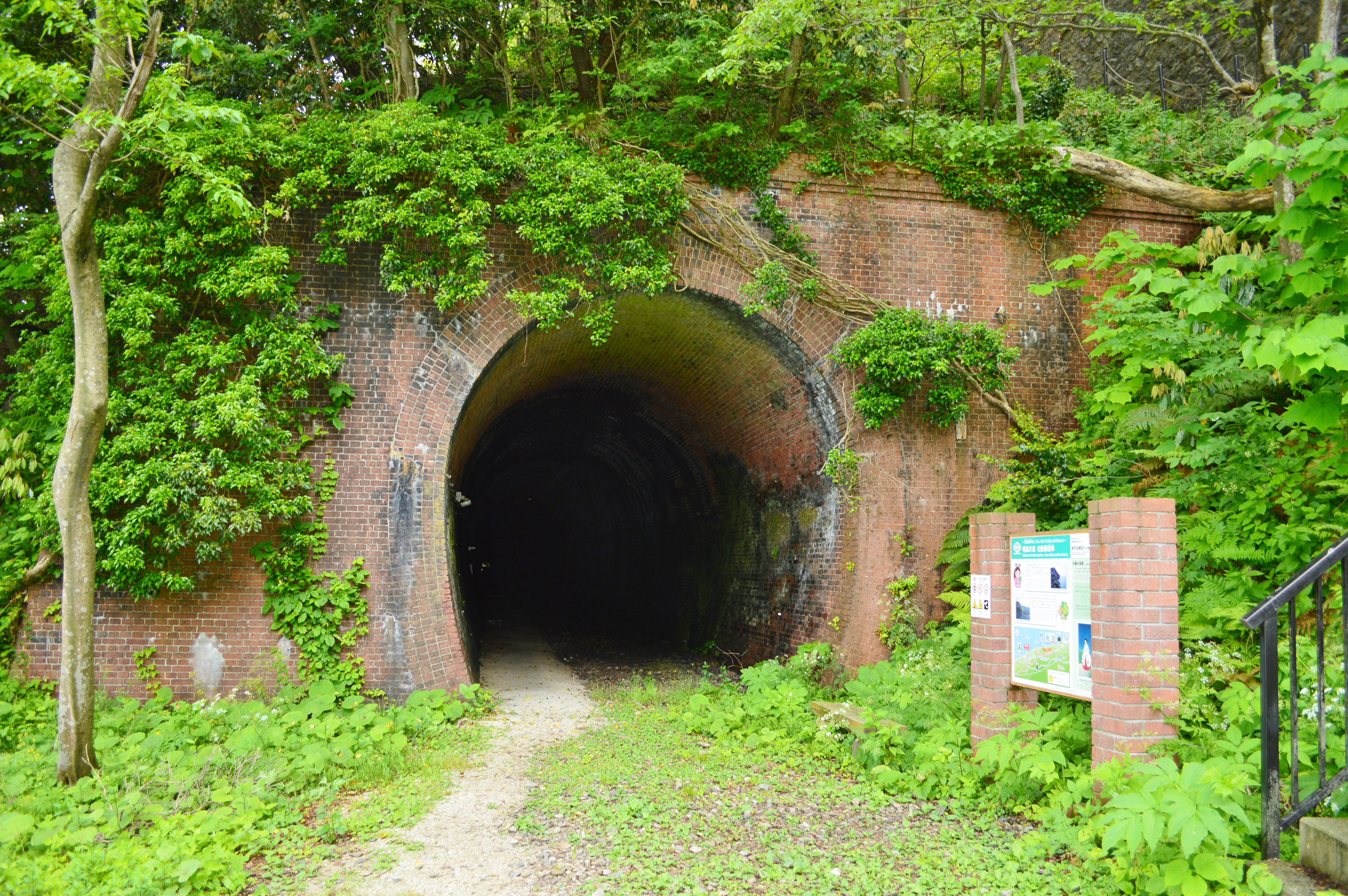
コミュニティロードすぐ脇にある「親不知レンガトンネル」（北陸本線旧線・親不知トンネル）

地名となっている親不知・子不知は、古来より旅人が日本海に落ちる飛騨山脈（北アルプス）の断崖と日本海の荒波を縫って通行する交通の難所として知られるところである。天険親不知線からは、断崖下の砂浜に波が打ち寄せる日本海や一般国道8号、北陸自動車道の海上高架橋、日本初の海上インターチェンジである親不知インターチェンジが一望できる。
また、土木学会選奨土木遺産「旧親不知トンネル」（親不知レンガトンネル）とは遊歩道で結ばれている。

## 接続する道路
道路の東西両端が国道8号に接続され、途中の道路はない。東西端とも糸魚川市市振に所在し、それぞれ天険トンネルの東西坑口付近にある。